# 达杰林寺
达杰林寺，又称“曲德贡寺”，位于中國西藏自治区山南市乃東區亚堆乡曲德贡村，是一座藏传佛教格鲁派寺院。

## 历史
达杰林寺，又称“曲德贡寺”、“上曲德寺”，位于乃東區以南的曲德贡村。该寺建于11世纪，属于格鲁派。该寺最初是大译师热罗泽瓦的住宅。十三世达赖时期进行扩建，形成了如今的规模。
达杰林寺内藏有三套《甘珠尔》和一套《丹珠尔》，五世达赖缎制唐卡，魔皮制的护法神唐卡。每年藏历五月二十五日举办展佛活动。
1950年代，该寺被废弃，寺内收藏的文物散失。1982年，该寺由喇嘛洛桑坚赞管理，此后基本恢复原貌。2008年，西藏自治区投资499万元人民币，对西藏自治区文物保护单位达杰林寺进行维修保护。2013年，达杰林寺被列为第七批全国重点文物保护单位。

## 建筑
达杰林寺坐北朝南，东西长131.8米，南北宽91米，面积11993.8平方米。主体建筑是大殿、僧舍。大殿高四层，长72.2米，宽30.9米，面积2231平方米。第一层中部基本位于地面以下，内砌矩形厚石墙。第二层为大经堂及佛殿。大经堂面阔7间，进深6间，4根大柱（高6.5米）直达第三层，形成了高侧天窗。佛殿主供宗喀巴及其两大弟子贾曹杰和克珠杰、释迦牟尼和十三世达赖合金塑像、丹东米若杰银质像，两侧供奉三世佛以及八大随佛弟子塑像，东侧供有多杰羌活佛、白度母、无量寿佛塑像。第三层设有3个佛堂以及达赖的住室，过去每年夏天达赖均要来这里念经；中间佛堂内供奉多杰羌活佛塑像，还供奉高一米多的五世达赖的医生罗桑曲扎的塑像及灵塔；西侧佛堂内供奉千手千眼观世音菩萨（六种观音之一）；东侧佛堂内供奉二十一尊度母。第四层为僧房。
达杰林寺内遍绘壁画，内容十分丰富，每组壁画旁边还用藏文注有说明。